# 莫里斯峰 (鄧肯山脈)
84°56′S 167°22′W / 84.933°S 167.367°W
莫里斯峰（英語：Morris Peak）是南極洲的山峰，位於阿蒙森海岸，屬於鄧肯山脈的一部分，處於利夫冰川終點東面，海拔高度910米，該山峰現時由南極條約體系管理。